# Sainte-Gemme (Charente-Maritime)
Sainte-Gemme település Franciaországban, Charente-Maritime megyében. Lakosainak száma 1364 fő (2022. január 1.). Sainte-Gemme Balanzac, Champagne, La Gripperie-Saint-Symphorien, Le Gua, Nancras, Pont-l’Abbé-d’Arnoult, Saint-Sornin és Saint-Sulpice-d’Arnoult községekkel határos.

## Népesség
A település népessége az elmúlt években az alábbi módon változott:
| Lakosok száma | 811  | 779  | 869  | 1191 | 1270 | 1295 | 1320 | 1340 | 1348 | 1364 |
|               | 1968 | 1982 | 1990 | 2006 | 2013 | 2015 | 2017 | 2019 | 2020 | 2022 |